# Louis Léziart de Lavillorée
Louis Léziart de Lavillorée est un homme politique français né le 12 janvier 1810 à Fougères (Ille-et-Vilaine) et mort le 23 mai 1871 à Fougères.

## Biographie
Sous-préfet, il est élu député du Finistère le 29 janvier 1848. Il n'a pas le temps de siéger, car la Révolution française de 1848 met fin à sa carrière parlementaire.

## Sources
- « Dictionnaire des parlementaires français de 1789 à 1889 (Adolphe Robert, Edgar Bourloton et Gaston Cougny) », sur gallica BNF (consulté le 4 janvier 2014)